# Università Biola
L'Università Biola (in inglese Biola University) è un'università cristiana-evangelica situata a La Mirada, nello stato americano della California.
Fu fondata nel 1908 da Lyman Stewart, presidente della Union Oil Company of California, dal ministro presbiteriano Thomas C. Horton e dal pastore Augustus B. Prichard.

## Storia
Biola ha oltre 65 organizzazioni e club studenteschi.

## Referanser
1. ↑   Universitas Biola, su penzu.com. URL consultato il 21 dicembre 2022 (archiviato il 14 dicembre 2022).